# سیارک ۲۵۶
سیارک ۲۵۶ (به انگلیسی: 256 Walpurga) دویست و پنجاه و ششمین سیارک کشف شده‌است که در ۳ آوریل ۱۸۸۶ و در وین کشف شد.
قدر مطلق سیارک برابر ۹٫۸۰ است.